# فيرجينيا بيرسون
فيرجينيا بيرسون (بالإنجليزية: Virginia Pearson)‏ هي ممثلة أمريكية، ولدت في 7 مارس 1886 بأنشوراغ في الولايات المتحدة، وتوفيت في 6 يونيو 1958 بهوليوود في الولايات المتحدة بسبب قصور كلوي.

## معرض صور

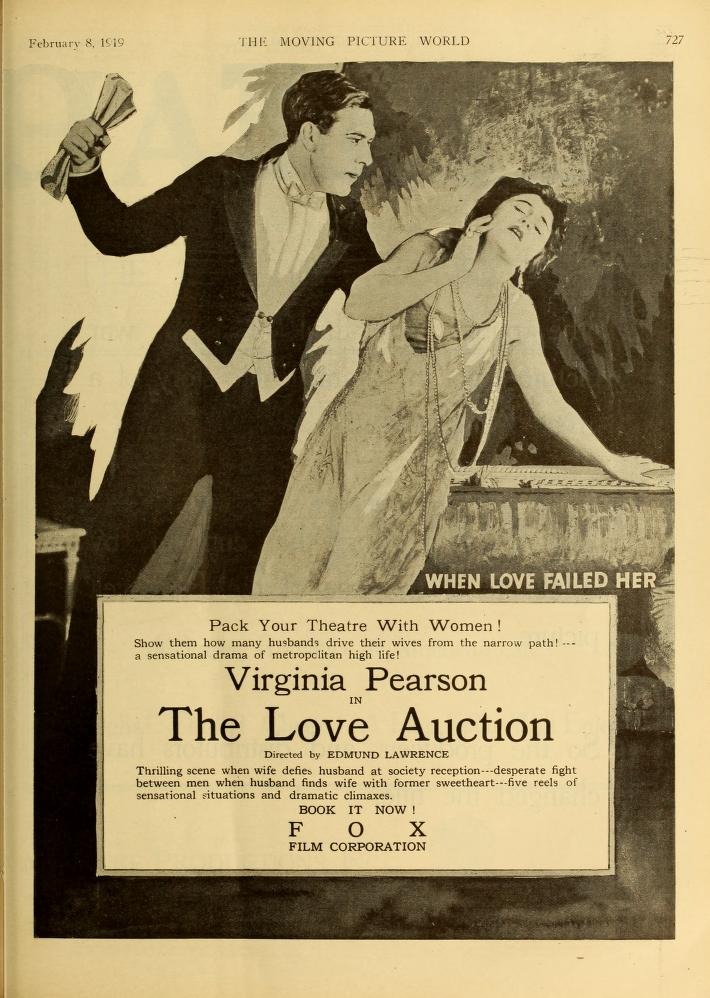
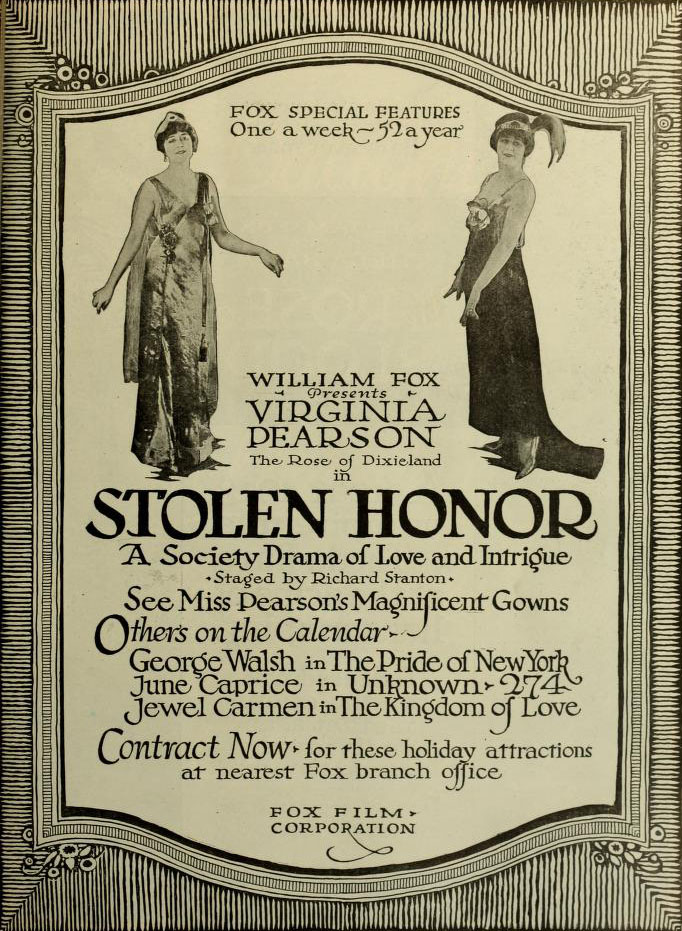
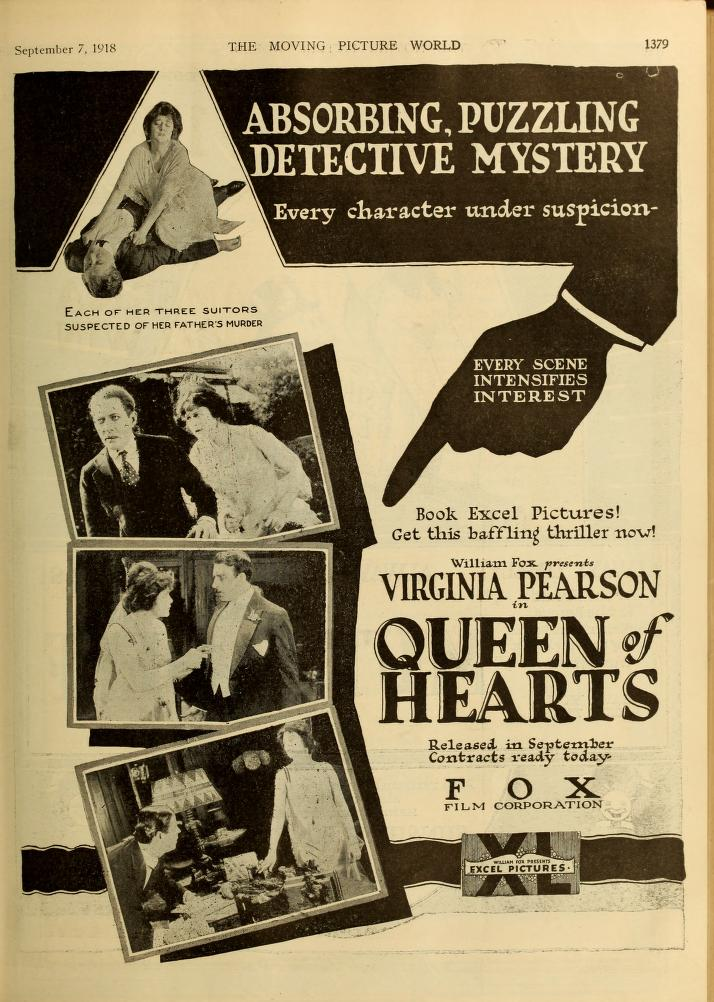
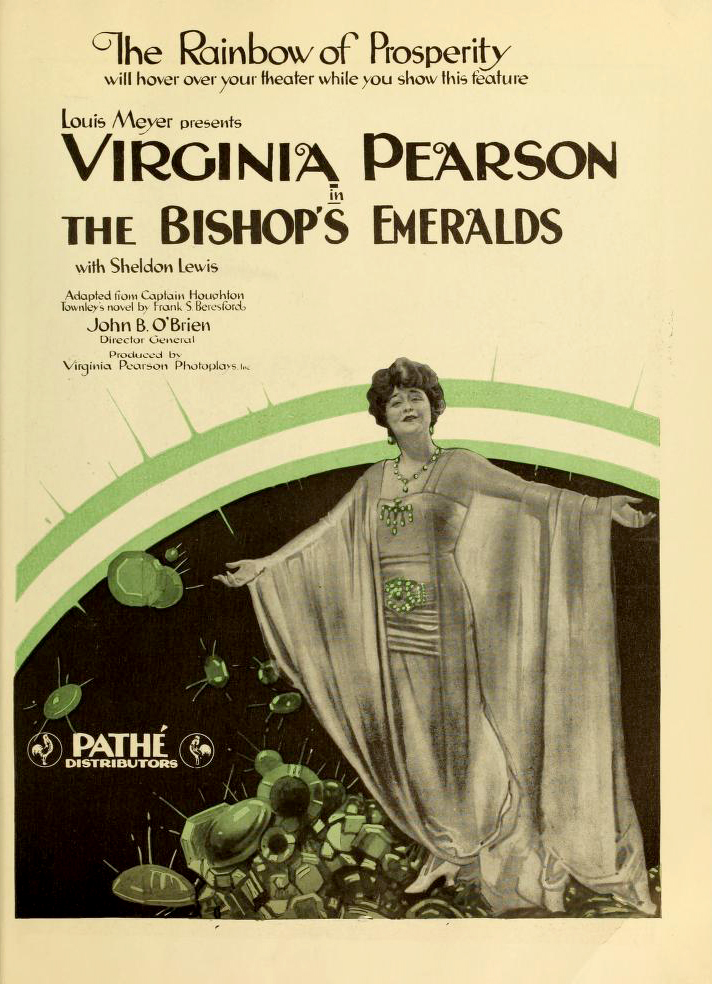

## أعمال

### أفلام
- (1925) شبح الأوبرا

## وصلات خارجية
- فيرجينيا بيرسون على موقع IMDb (الإنجليزية)
- فيرجينيا بيرسون على موقع أول موفي (الإنجليزية)
- فيرجينيا بيرسون على موقع قاعدة بيانات برودواي على الإنترنت (الإنجليزية)
- فيرجينيا بيرسون على موقع قاعدة بيانات الفيلم (الإنجليزية)